# パチマガスロマガモバイル
パチマガスロマガモバイルは、株式会社プラントピアが運営しているパチンコ・パチスロ攻略情報サイト。パチスロの設定推測ツールなどを提供している。

## 概要
1995年にスタートした老舗のパチンコ・パチスロ情報サイト。運営は、かつて『パチンコ攻略マガジン』『パチスロ攻略マガジン』を発行していた株式会社プラントピア。パチンコ・パチスロ合わせて6000機種を超える情報を掲載している。このサイトの特徴はパチスロの「設定推測ツール」やパチンコの「遊タイム攻略ツール」など、勝敗に直結する攻略ツールを多数公開している点にあり、実際にパチンコやパチスロで生計を立てている、いわゆる「プロ」と呼ばれる人達の間でも、よく使われている。解析情報や演出信頼度の他、レジェンドライター・しのけんを筆頭とした人気ライター陣によるコラムも多数掲載している。

## パチマガスロマガFREEとの違い
このサイトを運営している株式会社プラントピアは、この「パチマガスロマガモバイル」以外に、2021年2月8日にオープンした「パチマガスロマガFREE」というサイトも運営している。「パチマガスロマガモバイル」が攻略情報や機種情報など、パチンコ・パチスロで勝つための情報を提供しているのに対し、「パチマガスロマガFREE」の方は、ニュースやエンタメ企画などのコンテンツを中心に提供している。

## 対応端末
スマートフォン・タブレットで（ガラケーも対応）ご利用いただけます。一部の情報を除いてPCでも閲覧可能。

## コラム一覧
- しのけんの喰うならやらねば
- 松本バッチのFREE STYLE
- レビンの気まぐれ上腕回胴筋
- 徒然草（365日更新のライターコラム）
- 超速NEW MACHINE 実戦記
- 稼働戦士MAGA-Z
- 攻略人生録
- POKKA吉田のネタは手補給 手回収web
- サイコロ店長のスロ専奮闘記
- ぶっちゃけ大五郎の業界地獄耳
- 販社男の販社に勤めてるんだが、もう俺は限界かも知れない

## 所属ライター
- しのけん
- 松本バッチ
- レビン（攻略軍団長）
- フェアリン
- ドテチン
- 和泉純
- ドラ美
- 銀太郎
- ヘミニク
- わるぺこ
- ガンちゃん
- くまちゃむ
- 菊丸
- タイラ
- 角屋角成
- jin
- 千奈里
- ウド茂作
- アップル藤子
- 真田シュン
- 日向七翔
- 天香膳一
- りんか隊長
- 優希
- 山ちゃんボンバー
- 亜城木仁
- 七之助
- きなこ
- パンダ
- 袴一平
- 緑山淳
- はじめ
- 虚心坦懐
- 奏弥
- おっとこまえ西

## 関連媒体
- パチマガスロマガFREE - パチンコ・パチスロ情報サイト
- 月刊パチマガスロマガ - パチンコパチスロ情報誌（2021年1月休刊）
- パチンコ攻略マガジン - パチンコ情報誌（2020年3月休刊）
- パチスロ攻略マガジン - パチスロ情報誌（2020年3月休刊）